# Сафонов, Александр Кононович
Алекса́ндр Ко́нонович Сафо́нов (1875, Галичский уезд, Костромская губерния — 27 сентября 1919, Москва) — активный участник становления советской власти в Липецке. Член Реввоенсовета 12-й армии. Партийная кличка — Ефрем.

## Биография
Родился в 1875 году в деревне Фроловское Галичского уезда Костромской губернии. 13-летним мальчиком был привезён в Москву и отдан в ученики маляра. Работал на экипажной фабрике, в московских и рижских вагонных мастерских. Занимаясь самообразованием, сдал экзамен на звание домашнего учителя.
Член партии большевиков с 1904 года. Принимал активное участие в революционных событиях 1905 года в Ярославле, за что подвергался арестам, а затем ссылке на два года в Архангельскую губернию. Бежал в Петербург (после четырёх арестов под разными фамилиями). Переехал в Москву, где стал одним из организаторов Окружного комитета большевиков.
После провала в 1908 году Московской окружной партийной организации был приговорён в 1910 году на процессе «Сафонов и 33-и» к четырём годам каторги. После Февральской революции вернулся в Москву.
Делегат 6-го съезда РСДРП(б). Как инструктор-агитатор Московского областного комитета партии, налаживал партийную и советскую работу в Рязанской и Тамбовской губерниях.
В дни Октябрьской революции — секретарь ВРК Рогожского района Москвы.
В ноябре 1917 года Московским бюро партии большевиков Сафонов был направлен в Липецк, где сыграл важную роль в сплочении сил, стоящих за передачу всей власти Советам рабочих, солдатских и крестьянских депутатов. В апреле 1919 года — член Реввоенсовета 2-й армии Восточного фронта.
После полного разгрома Колчака — член Реввоенсовета 12-й армии Южного фронта. Во время деникинского наступления был назначен членом Совета обороны Тамбовского укреплённого района.
Проезжая туда через Москву вечером 25 сентября 1919 года, зашёл в городской комитет партии (повидать знакомых) за 5 минут до взрыва в здании Московского Комитета РКП(б) в Леонтьевском переулке. Был смертельно ранен. Похоронен в братской могиле жертв взрыва у Кремлёвской стены.

## Память
1. К 50-летию Великой Октябрьской социалистической революции на площади Революции в Липецке был открыт памятник-обелиск, рядом с которым, на изогнутой стеле, барельефное изображение лиц тех, кто принимал активное участие в утверждении советской власти в Липецке. На торце стелы начертаны их имена, в том числе и Сафонова.
2. 27 октября 1967 года Новая улица в Липецке получила имя Сафонова.

## Источник
- Лебединский Г. Н., Марков Н. В. Липецк. Путеводитель. — Воронеж: Центр.-Чернозем. кн. идз-во, 1984.
- Абрамов А. У Кремлёвской стены. — М.: Политиздат, 1988. — С. 118—119. ISBN 5-250-00071-1.

## Комментарии
1. ↑  Деревня Фроловское[2] Галичского уезда находилась в 34—35 верстах к юго-западу от Галича; не сохранилась[3], ныне — территория Сумароковского сельского поселения в Сусанинском районе, Костромская область[4].